# Спітакашен (Гадрут)
Спітакашен (вірм. Սպիտակաշեն), Спітакшен (азерб. Spitakşen) — село у Гадрутському районі Нагірно-Карабаської Республіки. Село підпорядковується сільраді села Хцаберд та розташоване на захід від районного центру.

## Карабаська війна
З 13 травня по кінець липня 1991 в Нагірному Карабасі МВС Азербайджану (при підтримці військ МВС СРСР та РА) проводило операцію «Кільце». Під приводом «перевірок паспортного режиму» було проведено ряд армійських операцій, результатом чого була поголовна депортація 24 вірменських сіл Карабаху. Військові вертольоти застосовувалися для десантно-штурмових операцій.
15 травня 1991 року в районі сіл Спітакашен і Арпагядук (Гадрутський район) з вертольота Мі-8 військ СРСР з Джебраїлу два рейси з інтервалом 20 хвилин, був висаджений десант азербайджанського ОМОНу для «перевірки паспортного режиму».

## Пам'ятки
У селі розташоване селище 14-16 ст. та цвинтар 14-16 ст.